# Кордовадо
Кордовадо (італ. Cordovado, вен. Cordovado) — муніципалітет в Італії, у регіоні Фріулі-Венеція-Джулія,  провінція Порденоне.
Кордовадо розташоване на відстані близько 450 км на північ від Рима, 80 км на захід від Трієста, 20 км на південний схід від Порденоне.
Населення — 2760 осіб (2014).
Щорічний фестиваль відбувається 30 листопада. Покровитель — Андрій Первозваний.

## Демографія
Населення за роками:

Станом на 1 січня 2023 року в муніципалітеті офіційно проживало 167 іноземців з 35 країн, серед них 62 громадяни країн Євросоюзу та 7 громадян України.

## Сусідні муніципалітети
- Груаро
- Морсано-аль-Тальяменто
- Сесто-аль-Регена
- Тельйо-Венето